# Incitation au meurtre
Pour plus de détails, voir Fiche technique et Distribution.
Incitation au meurtre ou Une jeune fille trop parfaite (Twisted Desire) est un téléfilm américain diffusé en 1996.

## Synopsis
Une jeune femme incite son compagnon à assassiner son père.

## Fiche technique
- Titre original : Twisted Desire
- Titre français : Incitation au meurtre
- Réalisateur : Craig R. Baxley
- Année de production : 1996
- Format : 1,33:1, couleur
- Son : stéréo
- Pays de production :  États-Unis
- Langue originale : anglais
- Genre : drame criminel
- Durée : 85 minutes
- Date de première diffusion :
  - France : 13 mai 1996

## Distribution
- Melissa Joan Hart : Jennifer Stanton
- Daniel Baldwin (VF : Hervé Jolly) : William Stanton
- Jeremy Jordan (VF : Olivier Jankovic) : Nick Ryan
- Meadow Sisto (VF : Odile Schmitt) : Karen Winkler
- Kurt Fuller : l'inspecteur Becker
- David Lascher : Brad
- Eric Laneuville : l'inspecteur Daniels
- Collin Wilcox Paxton : Rose Stanton
- Isabella Hofmann (VF : Anne Deleuze) : Susan Stanton
- Rasool J'Han : Bobbi
- Deborah Hobart : Trish Winkler
- Edith Ivey : Marjorie Ryan
- Joe Inscoe : le procureur
- Andrew Masset : Patrick Felks
- Erica Galadon : Emma
- Alan Sader : le juge

 Source et légende : version française (VF) sur RS Doublage et selon le carton de doublage télévisuel.